# Bulbophyllum silentvalliensis
Bulbophyllum silentvalliensis é uma espécie de orquídea (família Orchidaceae) pertencente ao gênero Bulbophyllum. Foi descrita por Mahendra P. Sharma em 1993.